# Deutsche Hockeynationalmannschaft der Herren
Die deutsche Hockeynationalmannschaft der Herren ist eine vom Bundestrainer getroffene Auswahl deutscher Spitzenspieler in der Sportart Hockey. Sie repräsentiert den Deutschen Hockey-Bund (DHB) auf internationaler Ebene, zum Beispiel bei der Hockey-Weltmeisterschaft, der FIH Pro League oder den Olympischen Spielen. Neben zahlreichen Erfolgen wie dem viermaligen Gewinn der Goldmedaille bei Olympia wurde die Hockeynationalmannschaft der Herren in den Jahren 1963, 1972, 1992 und 2008 von Sportjournalisten zur Mannschaft des Jahres in Deutschland gewählt. Aktuell (Juni 2025) steht die Nationalmannschaft in der Weltrangliste auf dem Feld auf Rang 2 und in der Halle ebenso auf Rang 2.

## Erfolge Feldhockey

Das deutsche Herren-Team vor dem WM-Halbfinale 2006 gegen Spanien: Draguhn, Hentschel, P. Zeller, Witthaus, C. Zeller, Weissenborn, Scharowsky, B. Emmerling, Montag, Fürste, Nevado, Duckwitz, Biederlack, Crone, Bubolz, Wess

### Olympische Spiele
- Bronze bei den IX. Olympischen Spielen 1928 in Amsterdam
- Silber bei den XI. Olympischen Spielen 1936 in Berlin
- Bronze bei den XVI. Olympischen Spielen 1956 in Melbourne
- Gold bei den XX. Olympischen Spielen 1972 in München
- Silber bei den XXIII. Olympischen Spielen 1984 in Los Angeles
- Silber bei den XXIV. Olympischen Spielen 1988 in Seoul
- Gold bei den XXV. Olympischen Spielen 1992 in Barcelona
- Bronze bei den XXVIII. Olympischen Spielen 2004 in Athen
- Gold bei den XXIX. Olympischen Spielen 2008 in Peking
- Gold bei den XXX. Olympischen Spielen 2012 in London
- Bronze bei den XXXI. Olympischen Spielen 2016 in Rio de Janeiro
- Silber bei den XXXIII. Olympischen Spielen 2024 in Paris

### Weltmeisterschaften
Platzierungen bei Hockey-Weltmeisterschaften
- 5. Platz bei der 1. Weltmeisterschaft 1971 in Pakistan
- 3. Platz bei der 2. Weltmeisterschaft 1973 in den Niederlanden
- 3. Platz bei der 3. Weltmeisterschaft 1975 in Malaysia
- 4. Platz bei der 4. Weltmeisterschaft 1978 in Argentinien
- 2. Platz bei der 5. Weltmeisterschaft 1982 in Indien (gegen Pakistan)
- 3. Platz bei der 6. Weltmeisterschaft 1986 in England
- 4. Platz bei der 7. Weltmeisterschaft 1990 in Pakistan
- 4. Platz bei der 8. Weltmeisterschaft 1994 in Australien
- 3. Platz bei der 9. Weltmeisterschaft 1998 in den Niederlanden
- 1. Platz bei der 10. Weltmeisterschaft 2002[4] in Malaysia (gegen Australien)
- 1. Platz bei der 11. Weltmeisterschaft 2006[5] in Deutschland (gegen Australien)
- 2. Platz bei der 12. Weltmeisterschaft 2010[6] in Indien (gegen Australien)
- 6. Platz bei den 13. Weltmeisterschaft 2014 in den Niederlanden
- 5. Platz bei den 14. Weltmeisterschaft 2018 in Indien
- 1. Platz bei der 15. Weltmeisterschaft 2023 in Indien (gegen Belgien)

### Europameisterschaften
Rekordsieger (9 Erfolge) bei Europameisterschaften (1970, 1978, 1991, 1995, 1999, 2003, 2011, 2013, 2025)
- 1. Platz bei der 1. Europameisterschaft 1970 in Belgien
- 2. Platz bei der 2. Europameisterschaft 1974 in Spanien/Madrid
- 1. Platz bei der 3. Europameisterschaft 1978 in Deutschland/Hannover
- 3. Platz bei der 4. Europameisterschaft 1983 in den Niederlanden/Amsterdam
- 3. Platz bei der 5. Europameisterschaft 1987 in der Sowjetunion/Moskau
- 1. Platz bei der 6. Europameisterschaft 1991 in Frankreich/Paris
- 1. Platz bei der 7. Europameisterschaft 1995 in Irland/Dublin
- 1. Platz bei der 8. Europameisterschaft 1999 in Italien/Padua
- 1. Platz bei der 9. Europameisterschaft 2003 in Spanien/Barcelona
- 3. Platz bei der 10. Europameisterschaft 2005[7] in Deutschland/Leipzig
- 4. Platz bei der 11. Europameisterschaft 2007[8] in England/Manchester
- 2. Platz bei der 12. Europameisterschaft 2009[9] in den Niederlanden/Amstelveen
- 1. Platz bei der 13. Europameisterschaft 2011[10] in Deutschland/Mönchengladbach
- 1. Platz bei der 14. Europameisterschaft 2013[11] in Belgien/Antwerpen
- 2. Platz bei der 15. Europameisterschaft 2015[12] in Großbritannien/London
- 4. Platz bei der 16. Europameisterschaft 2017 in den Niederlanden/Amstelveen
- 4. Platz bei der 17. Europameisterschaft 2019 in Belgien/Antwerpen
- 2. Platz bei der 18. Europameisterschaft 2021 in den Niederlanden/Amstelveen
- 4. Platz bei der 19. Europameisterschaft 2023 in Deutschland/Mönchengladbach
- 1. Platz bei der 20. Europameisterschaft 2025 in Deutschland/Mönchengladbach

### Champions Trophy
10-facher Sieger der FIH Champions Trophy (1986, 1987, 1988, 1991, 1992, 1995, 1997, 2001, 2007, 2014)
- 2. Platz bei der FIH Champions Trophy 1980 in Pakistan
- 3. Platz bei der FIH Champions Trophy 1981 in Pakistan
- 3. Platz bei der FIH Champions Trophy 1983 in Pakistan
- 3. Platz bei der FIH Champions Trophy 1985 in Australien
- 1. Platz bei der FIH Champions Trophy 1986 in Pakistan
- 1. Platz bei der FIH Champions Trophy 1987 in den Niederlanden
- 1. Platz bei der FIH Champions Trophy 1988 in Pakistan
- 3. Platz bei der FIH Champions Trophy 1989 in Deutschland/Berlin
- 3. Platz bei der FIH Champions Trophy 1990 in Australien
- 1. Platz bei der FIH Champions Trophy 1991 in Deutschland/Berlin
- 1. Platz bei der FIH Champions Trophy 1992 in Pakistan
- 2. Platz bei der FIH Champions Trophy 1993 in Malaysia
- 2. Platz bei der FIH Champions Trophy 1994 in Pakistan
- 1. Platz bei der FIH Champions Trophy 1995 in Deutschland/Berlin
- 3. Platz bei der FIH Champions Trophy 1996 in Indien
- 1. Platz bei der FIH Champions Trophy 1997 in Australien
- 2. Platz bei der FIH Champions Trophy 2000 in den Niederlanden
- 1. Platz bei der FIH Champions Trophy 2001 in den Niederlanden
- 2. Platz bei der FIH Champions Trophy 2002 in Deutschland/Köln
- 2. Platz bei der FIH Champions Trophy 2006 in Spanien
- 1. Platz bei der FIH Champions Trophy 2007 in Malaysia
- 2. Platz bei der FIH Champions Trophy 2009 in Australien
- 1. Platz bei der FIH Champions Trophy 2014 in Indien[13]
- 3. Platz bei der FIH Champions Trophy 2016 in England

## Erfolge Hallenhockey

### Hallenweltmeisterschaften
- 1. Platz bei der Hallenhockey-Weltmeisterschaft 2003 in Deutschland (gegen Polen)[14]
- 1. Platz bei der Hallenhockey-Weltmeisterschaft 2007 in Österreich (gegen Polen)[15]
- 1. Platz bei der Hallenhockey-Weltmeisterschaft 2011 in Polen (gegen Polen)[16]
- 3. Platz bei der Hallenhockey-Weltmeisterschaft 2015 in Deutschland (gegen den Iran)[17]
- 2. Platz bei der Hallenhockey-Weltmeisterschaft 2018 in Deutschland/Berlin (gegen Österreich)[18]
- 1. Platz bei der Hallenhockey-Weltmeisterschaft 2025 in Kroatien/Poreč (gegen Österreich)

### Halleneuropameisterschaften
Rekordsieger bei Europameisterschaften (16 Titel bei 20 Europameisterschaften)
- 1. Platz bei der Europameisterschaft 1974 in Deutschland/Berlin
- 1. Platz bei der Europameisterschaft 1976 in den Niederlanden
- 1. Platz bei der Europameisterschaft 1980 in der Schweiz
- 1. Platz bei der Europameisterschaft 1984 in Schottland
- 1. Platz bei der Europameisterschaft 1988 in Österreich[19]
- 1. Platz bei der Europameisterschaft 1991 in England[20]
- 1. Platz bei der Europameisterschaft 1994 in Deutschland/Bonn
- 1. Platz bei der Europameisterschaft 1997 in Frankreich
- 1. Platz bei der Europameisterschaft 1999 in Dänemark
- 1. Platz bei der Europameisterschaft 2001 in der Schweiz
- 1. Platz bei der Europameisterschaft 2003 in Spanien
- 1. Platz bei der Europameisterschaft 2006 in den Niederlanden
- 2. Platz bei der Europameisterschaft 2008 in Russland
- 1. Platz bei der Europameisterschaft 2012 in Deutschland/Leipzig
- 1. Platz bei der Europameisterschaft 2014 in Österreich
- 1. Platz bei der Europameisterschaft 2016 in Tschechien
- 3. Platz bei der Europameisterschaft 2018 in Belgien
- 1. Platz bei der Europameisterschaft 2020 in Deutschland/Berlin
- 2. Platz bei der Europameisterschaft 2022 in Deutschland/Hamburg
- 1. Platz bei der Europameisterschaft 2024 in Belgien/Löwen

## Sonstige Erfolge und Auszeichnungen
- „Mannschaft des Jahres“ 1963, 1972, 1992 und 2008

## Bundestrainer
Eine chronologische Übersicht über alle Trainer seit 1969:
| Amtszeit  | Trainer                            |
| --------- | ---------------------------------- |
| 1969–1973 | Horst Wein                         |
| 1974–1990 | Klaus Kleiter                      |
| 1990–2000 | Paul Lissek                        |
| 2000–2006 | Bernhard Peters                    |
| 2006–2015 | Markus Weise                       |
| 2015–2016 | Valentin Altenburg (kommissarisch) |
| 2016–2019 | Stefan Kermas                      |
| 2019–2021 | Kais al Saadi                      |
| seit 2022 | André Henning                      |

## Olympische Kader
Für die Olympischen Spiele 2016 in Rio berief Trainer Altenburg folgenden Kader (Stand: 14. Juli 2016)
| Nr. | Spielername        | Jahrgang | Ländersp. | TW/C | Verein             |
| --- | ------------------ | -------- | --------- | ---- | ------------------ |
| 1   | Nicolas Jacobi     | 1987     | 106       | TW   | Uhlenhorster HC    |
| 2   | Mathias Müller     | 1992     | 48        |      | Rot-Weiß Köln      |
| 3   | Linus Butt         | 1982     | 163       |      | Crefelder HTC      |
| 6   | Martin Häner       | 1988     | 180       |      | Berliner HC        |
| 7   | Moritz Trompertz   | 1995     | 15        |      | Rot-Weiß Köln      |
| 8   | Mats Grambusch     | 1992     | 74        |      | Rot-Weiß Köln      |
| 9   | Oskar Deecke       | 1986     | 213       |      | Crefelder HTC      |
| 10  | Christopher Wesley | 1987     | 153       |      | Nürnberger HTC     |
| 12  | Timm Herzbruch     | 1997     | 30        |      | Uhlenhorst Mülheim |
| 13  | Tobias Hauke       | 1987     | 291       |      | Harvestehuder THC  |
| 15  | Tom Grambusch      | 1995     | 12        |      | Rot-Weiß Köln      |
| 17  | Christopher Rühr   | 1993     | 78        |      | Rot-Weiß Köln      |
| 18  | Oliver Korn        | 1984     | 197       |      | Uhlenhorster HC    |
| 20  | Martin Zwicker     | 1987     | 172       |      | Berliner HC        |
| 21  | Moritz Fürste      | 1984     | 280       | (C)  | Uhlenhorster HC    |
| 23  | Florian Fuchs      | 1991     | 157       |      | Uhlenhorster HC    |
| 27  | Timur Oruz         | 1994     | 36        |      | Rot-Weiß Köln      |
| 29  | Niklas Wellen      | 1994     | 53        |      | Crefelder HTC      |

Für die Olympischen Spiele 2012 in London berief Trainer Weise folgenden Kader. (Stand: August 2012)
| Nr. | Spielername         | Jahrgang | Ländersp. | TW/C | Verein             |
| --- | ------------------- | -------- | --------- | ---- | ------------------ |
| 4   | Maximilian Müller   | 1987     | 157       | (C)  | Nürnberger HTC     |
| 6   | Martin Häner        | 1988     | 88        |      | Berliner HC        |
| 7   | Oskar Deecke        | 1986     | 120       |      | Crefelder HTC      |
| 8   | Christopher Wesley  | 1987     | 61        |      | Nürnberger HTC     |
| 9   | Moritz Fürste       | 1984     | 188       |      | Uhlenhorster HC    |
| 13  | Tobias Hauke        | 1987     | 181       |      | Harvestehuder THC  |
| 14  | Jan Philipp Rabente | 1987     | 171       |      | Uhlenhorst Mülheim |
| 15  | Benjamin Wess       | 1985     | 139       |      | Rot-Weiß Köln      |
| 17  | Timo Wess           | 1982     | 254       |      | Rot-Weiß Köln      |
| 18  | Oliver Korn         | 1984     | 120       |      | Uhlenhorster HC    |
| 19  | Christopher Zeller  | 1984     | 168       |      | Rot-Weiß Köln      |
| 21  | Max Weinhold        | 1982     | 87        | TW   | Rot-Weiß Köln      |
| 22  | Matthias Witthaus   | 1982     | 354       |      | Mannheimer HC      |
| 23  | Florian Fuchs       | 1991     | 60        |      | Uhlenhorster HC    |
| 25  | Philipp Zeller      | 1983     | 188       |      | Rot-Weiß Köln      |
| 26  | Thilo Stralkowski   | 1987     | 45        |      | Uhlenhorst Mülheim |
| X   | Linus Butt          | 1987     | X         |      | Crefelder HTC      |
| X   | Nicolas Jacobi      | 1987     | X         | TW   | Uhlenhorster HC    |